# KCNJ16
KCNJ16 (англ. Potassium voltage-gated channel subfamily J member 16) – білок, який кодується однойменним геном, розташованим у людей на короткому плечі 17-ї хромосоми. Довжина поліпептидного ланцюга білка становить 418 амінокислот, а молекулярна маса — 47 949.
| 10         |  | 20         |  | 30         |  | 40         |  | 50         |
| ---------- |  | ---------- |  | ---------- |  | ---------- |  | ---------- |
| MSYYGSSYHI |  | INADAKYPGY |  | PPEHIIAEKR |  | RARRRLLHKD |  | GSCNVYFKHI |
| FGEWGSYVVD |  | IFTTLVDTKW |  | RHMFVIFSLS |  | YILSWLIFGS |  | VFWLIAFHHG |
| DLLNDPDITP |  | CVDNVHSFTG |  | AFLFSLETQT |  | TIGYGYRCVT |  | EECSVAVLMV |
| ILQSILSCII |  | NTFIIGAALA |  | KMATARKRAQ |  | TIRFSYFALI |  | GMRDGKLCLM |
| WRIGDFRPNH |  | VVEGTVRAQL |  | LRYTEDSEGR |  | MTMAFKDLKL |  | VNDQIILVTP |
| VTIVHEIDHE |  | SPLYALDRKA |  | VAKDNFEILV |  | TFIYTGDSTG |  | TSHQSRSSYV |
| PREILWGHRF |  | NDVLEVKRKY |  | YKVNCLQFEG |  | SVEVYAPFCS |  | AKQLDWKDQQ |
| LHIEKAPPVR |  | ESCTSDTKAR |  | RRSFSAVAIV |  | SSCENPEETT |  | TSATHEYRET |
| PYQKALLTLN |  | RISVESQM   |  |            |  |            |  |            |

A: Аланін

C: Цистеїн

D: Аспарагінова кислота

E: Глутамінова кислота

F: Фенілаланін

G: Гліцин

H: Гістидин

I: Ізолейцин

K: Лізин

L: Лейцин

M: Метіонін

N: Аспарагін

P: Пролін

Q: Глутамін

R: Аргінін

S: Серин

T: Треонін

V: Валін

W: Триптофан

Кодований геном білок за функціями належить до іонних каналів, потенціалзалежних каналів, фосфопротеїнів. 
Задіяний у таких біологічних процесах, як транспорт іонів, транспорт, транспорт калію. 
Білок має сайт для зв'язування з калію. 
Локалізований у клітинній мембрані, мембрані.